# 普洛斯凱 (利維夫州)
49°21′10″N 22°48′20″E / 49.35278°N 22.80556°E
普洛斯凱（羅馬化：Ploske）是烏克蘭西部的村莊，隸屬利維夫州的桑比爾區。該村始建於1526年，面積1.05平方公里，海拔高度567米，2001年人口205，人口密度每平方公里195.24人。